# Parc du Vivier

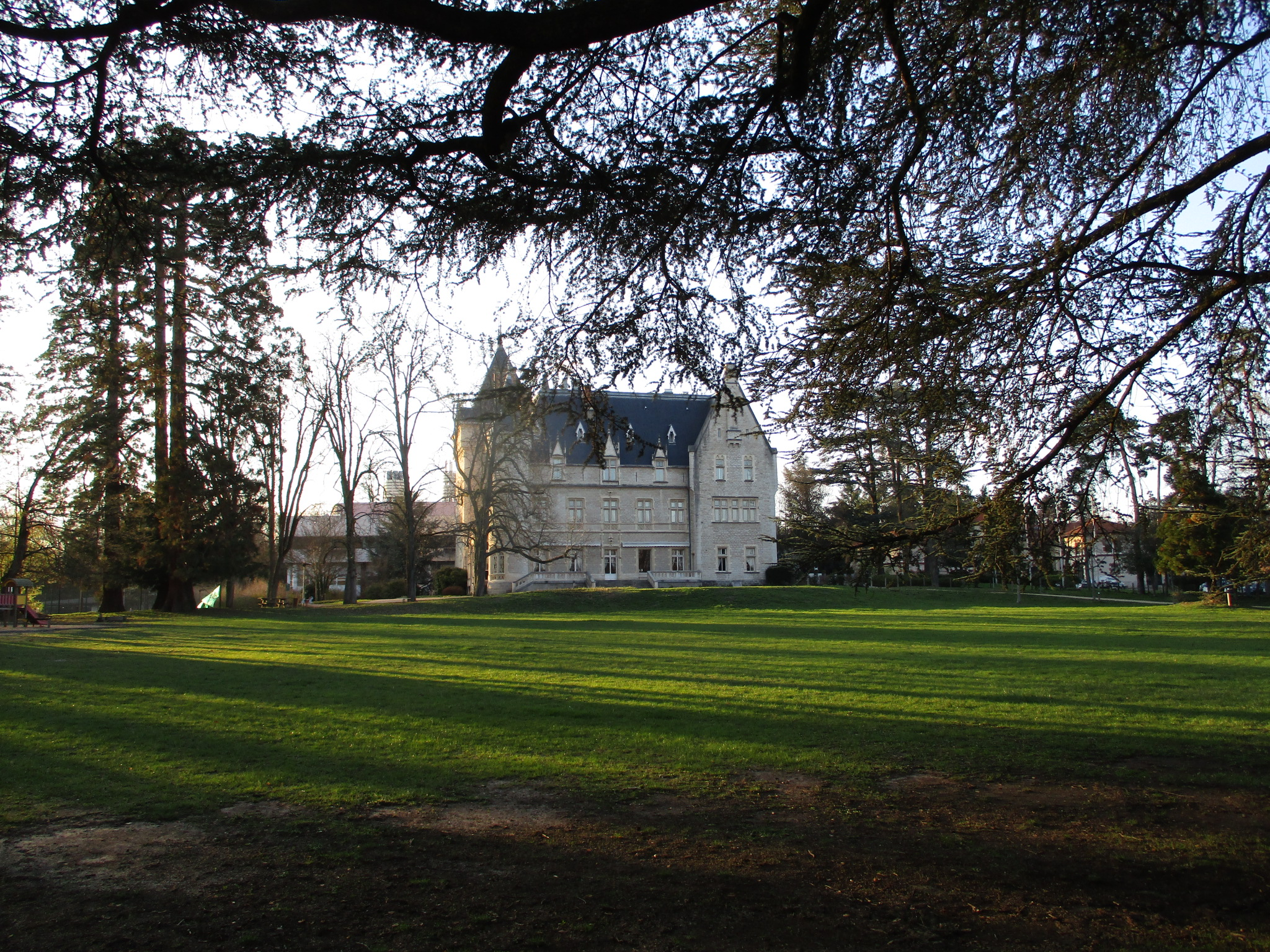
Château du Vivier

Le parc du Vivier est le principal parc de la commune d'Écully dans le Rhône. Créé par le paysagiste Gabriel Luizet, il abrite le château du Vivier, construit au XIXe siècle. Il fut pendant la Seconde Guerre mondiale un lieu de passage des troupes françaises.
Le château du Vivier est aujourd'hui le restaurant de l'Institut Paul-Bocuse. Il sert également à de nombreux événements, comme des expositions de races canines. Il se situe dans le parc du Vivier à côté du Calabert, tout près du centre de la commune. Le parc du Vivier comprend un club de tennis avec six courts (couverts l'hiver) dont un court en terre battue, une aire de jeux pour enfants, ainsi qu'un club de joueurs de boule lyonnaise avec deux terrains homologués, et enfin 5 terrains de pétanque qui accueillent au mois de mai une compétition nationale.